# Walther Poppelreuter
Walther Poppelreuter (in der Literatur auch inkorrekt Walther Poppelreuther und Walter Poppelreuter geschrieben; * 6. Oktober 1886 in Saarbrücken; † 11. Juni 1939 in Bonn) war ein deutscher Psychologe und Nervenarzt. Er beschäftigte sich vor allem mit Hirnverletzungen von Soldaten des Ersten Weltkriegs und entwickelte psychotechnische Untersuchungsverfahren, die bei der Behandlung hirngeschädigter Patienten und bei industriellen Eignungsuntersuchungen Verwendung fanden. Er gehörte zu den ersten Hochschullehrern, die sich noch vor der Machtergreifung offen für den Nationalsozialismus einsetzten.

## Leben
Der Sohn eines Gymnasialdirektors studierte zunächst Philosophie unter besonderer Beachtung der experimentellen Psychologie in Berlin und promovierte 1908 in Königsberg Über die scheinbare Gestalt und ihre Beeinflussung durch Nebenreize. Anschließend studierte er Medizin und promovierte im Jahr 1914 an der Berliner Charité Über den Versuch einer Revision der psychophysiologischen Lehre von der elementaren Assoziation und Reproduktion. Er ging als Assistent Gustav Aschaffenburgs an die Psychiatrische Klinik Köln und leitete während des Ersten Weltkriegs das Kölner Festungslazarett für Kopfverletzte. In dieser Zeit entstanden seine Arbeiten zu Kriegshirnverletzungen des Ersten Weltkriegs. In ihnen untersuchte er mit experimenteller Methodik die kriegsbedingten Hirnverletzungen von Soldaten des Ersten Weltkrieges und entwickelte psychotechnische Diagnoseinstrumente zur Behandlung von hirngeschädigten Patienten und für industrielle und arbeitspsychologische Eignungsuntersuchungen.
Im Jahr 1919 habilitierte sich Poppelreuter in Bonn für Klinische Psychologie und übernahm die Leitung des neu gegründeten Instituts für klinische Psychologie – Fachstation für deutsche hirnverletzte Kriegs- und Arbeitsopfer an der Provinzial-Heil- und Pflegeanstalt Bonn. Im Jahr 1922 erhielt er an der Universität Bonn eine außerordentliche Professur für klinische Psychologie.
Poppelreuters Arbeiten über Hirnverletzungen verschafften ihm hohe fachliche Anerkennung. Er entwickelte eine Reihe psychotechnischer Untersuchungsmethoden, die auch in der Arbeitspsychologie und bei der Berufsberatung Verwendung fanden. Dadurch, dass er klinische Fragestellungen mit experimentalpsychologischen Ansätzen anging, wurde er, so Gereon R. Fink, zu einem Mitbegründer der Neuropsychologie. Sein klinisches Interesse galt dabei den möglichen Therapien neuropsychologischer Funktionsstörungen.
Gegen seinen Widerstand wurde Poppelreuters Hirnverletzten-Abteilung im Jahr 1925 nach Düsseldorf verlegt. Das Gebäude von Poppelreuters „Hirnverletzteninstitut“ hatte allerdings seit 1924 leer gestanden. Poppelreuter hatte sich nämlich 1923/24 beurlauben lassen und sich beim Gelsenkirchener Bergwerkverein arbeitswissenschaftlichen Fragen zugewandt. Im Jahr 1925 übernahm er die Leitung des Instituts für Arbeitspsychologie an der RWTH Aachen und gründete dort im Jahr 1928 am von Adolf Wallichs geführten Lehrstuhl für Betriebslehre ein Laboratorium für industrielle Psychotechnik. Hier setzte er die Erfahrungen, die er bei der Eingliederung von Kriegsbeschädigten gewonnen hatte, bei der Rationalisierung von Arbeitsprozessen um. Gemeinsam mit dem Vorsitzenden des Verbandes der Westdeutschen Hirnverletzten, Josef Braun, bemühte er sich um die Rückgabe des alten Gebäudes seiner Bonner Hinverletztenstation, das nun als Provinzial-Kinderanstalt für seelisch Abnorme unter der Leitung Otto Löwensteins genutzt wurde. Dabei organisierten die beiden nicht zuletzt eine Verleumdungskampagne mit Vorwürfen kommunistischer Propaganda und Unterschlagung gegen Löwenstein.
Im Jahr 1930 nahm Poppelreuter einen Ruf nach Bonn an. Am 1. November 1931 trat er als erster Bonner Hochschullehrer in die NSDAP ein (Mitgliedsnummer 695.703). Zuvor hatte er der SPD angehört und war zeitweise auch Mitglied der Kölner Stadtverordnetenversammlung gewesen. Im Wintersemester 1931/32 hielt er eine Vorlesungsreihe über Politische Psychologie als angewandte Psychologie anhand von Hitlers Werk Mein Kampf, die er 1934 unter dem Titel Hitler, der politische Psychologe veröffentlichte. Hitler hatte ihm im Juli 1932 schriftlich seine Freude mitgeteilt, dass erstmals sein Buch Thema einer Vorlesung an einer Hochschule werde. Für die NSDAP war Poppelreuter als Provinzial-Landtagsabgeordneter in Düsseldorf und Berater der Reichsleitung der NSDAP tätig. Ab dem 1. Juni 1932 gehörte er außerdem in der Funktion eines Amtsverwalters dem NS-Lehrerbund an. Am 4. März 1933 veröffentlichte der Bonner General-Anzeiger einen von Poppelreuter und Walter Blumenberg initiierten Aufruf von vierzehn Bonner Hochschullehrern für Adolf Hitler.
Am 8. März 1933 überfielen ca. 80 SA-Leute Löwensteins Kinderabteilung in Bonn. Löwenstein sollte in Schutzhaft genommen werden, war aber telefonisch gewarnt worden und geflohen. Hinter der Aktion vermutete Löwenstein Poppelreuter als Anstifter. Poppelreuter übernahm kommissarisch die Leitung der Kinderanstalt und bald darauf des Psychologischen Universitätsinstituts. Er richtete sein Institut für klinische Psychologie auch wieder im alten Gebäude ein.
In der NS-Zeit betätigte sich Poppelreuter als Berater des Deutschen Instituts für Nationalsozialistische Technische Arbeitsforschung und -schulung in Düsseldorf. In Bonn hatte er bei der Deutschen Gesellschaft für Psychologie den stellvertretenden Vorsitz inne. Kurz vor seinem Tod waren berufs- und parteigerichtliche Verfahren gegen ihn wegen Alkoholmissbrauchs und verwerflicher Mittel in einem Ehescheidungsstreit eingeleitet worden.

## Würdigungen und Kritik
Poppelreuter zu Ehren vergab der Bund deutscher Hirngeschädigter nach dem Zweiten Weltkrieg die Walther-Poppelreuter-Medaille. Außerdem wurden Häuser und Straßen nach ihm benannt. Poppelreuters NS-Vergangenheit rückte erst durch die Veröffentlichung eines Buches zur Kinder-Euthanasie in der Bonner Kinderanstalt ins öffentliche Bewusstsein. Hannelore Kohl gab daraufhin 1990 die ihr 1986 verliehene Poppelreuter-Medaille zurück. In der Folge wurden Straßen in Oldenburg und Koblenz sowie eine nach Poppelreuter benannte Rehabilitations-Klinik in Vallendar umbenannt.
Im Jahr 2003 veröffentlichte der Aachener Neurologe Gereon R. Fink in der Zeitschrift Der Nervenarzt einen Text, der Poppelreuters ärztliches Wirken als „nicht hoch genug einzuschätzen“ bewertete, ohne dabei seine nationalsozialistischen Überzeugungen und sein Verhalten gegenüber Löwenstein zu berücksichtigen. Dies wurde von Peter Frommelt, Linda Orth und Ralf Forsbach kritisiert.
Im Kölner Stadtteil Ostheim gab es seit 1957 eine nach Walther Poppelreuter benannte Poppelreuter-Straße. Aufgrund der Vergangenheit Poppelreuters in der Zeit des Nationalsozialismus sollte die Straße umbenannt werden, auch auf Wunsch der Nachkommen von Otto Löwenstein. Die nach Poppelreuter benannten Straßen in Mainz und Paderborn waren schon umbenannt. Es wurde eine Lösung gefunden, wonach die Straße in Josef-Poppelreuter-Straße umbenannt wurde, nach dem ersten Direktor der römischen Abteilung des Kölner Wallraf-Richartz-Museums.

## Schriften
- Über die scheinbare Gestalt und ihre Beeinflussung durch Nebenreize. G. Schade, Berlin 1909 (stark gekürzt gedruckt; Königsberg, Universität, phil. Dissertation vom 16. Juni 1909).
- Erfahrungen und Anregungen zu einer Kopfschuß-Invalidenfürsorge. Heuser, Neuwied u. a. 1915; erweiterte 2. Auflage als: Aufgaben und Organisation der Hirnverletzten-Fürsorge (= Deutsche Krüppelhilfe. Bd. 2, ZDB-ID 532240-6). Voß, Leipzig 1916.
- Ueber den Versuch einer Revision der psychophysiologischen Lehre von der elementaren Assoziation und Reproduktion. In: Monatsschrift für Psychiatrie und Neurologie. Bd. 37, Nr. 5, 1915, S. 278–288, doi:10.1159/000191004, (Berlin, Universität, Dissertation, 1915; auch: Karger, Berlin 1915).
- Die psychischen Schädigungen durch Kopfschuß im Kriege 1914/17. Mit besonderer Berücksichtigung der pathopsychologischen, pädagogischen, gewerblichen und sozialen Beziehungen. 2 Bände. Voss, Leipzig 1917–1918;
  - Band 1: Die Störungen der niederen und höheren Sehleistungen durch Verletzungen des Okzipitalhirns.
  - Band 2: Die Herabsetzung der körperlichen Leistungsfähigkeit und des Arbeitswillens durch Hirnverletzung im Vergleich zu Normalen und Psychogenen.
- Die Arbeitsschauuhr. Ein Beitrag zur praktischen Psychologie. von Wendt & Klauwell, Langensalza 1918
- Allgemeine methodische Richtlinien der praktisch-psychologischen Begutachtung. Kröner, Leipzig 1923.
- Wissenschaftliche Begutachtung von Arbeitern und Angestellten in Großbetrieben. In: Die menschliche Arbeitskraft im Produktionsvorgang. Drei Vorträge, gehalten auf der Gemeinschaftssitzung der Fachausschüsse des Vereins Deutscher Eisenhüttenleute[17] in Bonn am 24. Mai 1925. Verlag Stahleisen, Düsseldorf 1925, S. 10–14.
- Psychologische Begutachtung der Erwerbsbeschränkten. Urban & Schwarzenberg, Berlin u. a. 1928.
- Zeitstudie und Betriebsüberwachung im Arbeitsschaubild. Oldenbourg, München 1929.
- Arbeitspsychologische Leitsätze für den Zeitnehmer. Oldenbourg, München u. a. 1929.
- Psychokritische Pädagogik. Zur Überwindung von Scheinwissen, Scheinkönnen, Scheindenken usw. Beck, München 1933.
- Hitler, der politische Psychologe (= Friedrich Mann's pädagogisches Magazin. H. 1391, ZDB-ID 505477-1). Beyer, Langensalza 1934.
- mit Josef Mathieu: „Robinson erzieht!“ DINTA-Robinson-Kurse zur Einfachstschulung der handwerklichen Fähigkeit (= Schriftenreihe des Deutschen Instituts für Nationalsozialistische Technische Arbeitsforschung und -schulung). Gesellschaft für Arbeitspädagogik, Düsseldorf 1935.
- Disturbances of lower and higher visual capacities caused by occipital damage. With special reference to the psychopathological, pedagogical, industrial, and social implications (= History of Neuroscience. Bd. 2). Clarendon Press, Oxford 1990, ISBN 0-19-852190-1.